# Покољ у Данблејну
Покољ у Данблејну било је масовно убиство које је починио Томас Хамилтон 13. марта 1996. када је упао у Основну школу у Данблејну, шкотском градићу и убио осамнаест особа, од којих су 17 били ученици, а једна особа учитељица.

## Ред догађаја
13. марта 1996. незапослени Томас Вејт Хамилтон (рођен Томас Вејт, 10. маја 1952. године) ушао је у школу наоружан револвером. Код себе је имао 743 метка, а испалио је 109 метака. Полиција је касније открила да је Хамилтонова јакна била пуна муниције.
Након што је ушао у школу, Хамилтон је кренуо ка сали за фискултуру пуцајући успут у петогодишњаке и шестогодишњаке, убијајући сваког ко му се нашао на путу. Петнаесторо деце и једна учитељица, Гвен Мејор, умрли су на месту. Хамилтон је напустио гимназију кроз излаз за хитне случајеве. Са игралишта је испалио неколико метака ка учионицама. Једна од учитељица схватила је да се нешто лоше дешава и наредила деци да се сакрију испод стола. Неколико метака касније је пронађено у наслонима дечјих столица. Хамилтон је такође пуцао у групу деце која је пролазила кроз ходник, повређујући једну учитељицу. Затим је ушао у салу за физичко васпитање где је испалио себи метак у уста. Био је мртав на месту.
Једанаесторо деце и три одрасле особе биле су одвезене у болницу. Једно од деце је умрло на путу за болницу, а остали су преживели.

## Занимљивост
Браћа Џејми (тада 10-годишњак) и Енди Мари (тада 9-годишњак) преживели су овај покољ тако што су се сакрили испод директоровог стола. Данас су обојица познати шкотско-британски тенисери. Ово је за њих болна успомена, тако да одбијају да о томе причају у јавности.

## У култури
Овај покољ био је инспирација за многе књиге, песме и телевизијске серије и емисије. У Данблејну се налази неколико споменика у част жртава ове велике несреће.

## Жртве
| - Викторија Елизабет Клајдсејл - Ема Елизабет Крозијер - Мелиса Хелен Кари - Шарлот Луиз Дан - Кевин Алан Хејсел - Рос Вилијам Ервин - Дејвид Чарлс Кер - Маири Исабел Макбит - Брет Макинон | - Абигејл Џоен Маклин - Гвен Мејор (школска учитељица) - Емили Мортон - Софи Џејн Локвуд Норф - Џон Питри - Џоана Каролајн Рос - Хана Луиз Скот - Меган Тарнер |